# Coeliccia brachysticta
Coeliccia brachysticta – gatunek ważki z rodziny pióronogowatych (Platycnemididae). Występuje endemicznie na Filipinach.